# Nicsara sarasini
Nicsara sarasini är en insektsart som beskrevs av Heinrich Hugo Karny 1931. Nicsara sarasini ingår i släktet Nicsara och familjen vårtbitare. Inga underarter finns listade i Catalogue of Life.